# Aaron H. Cragin

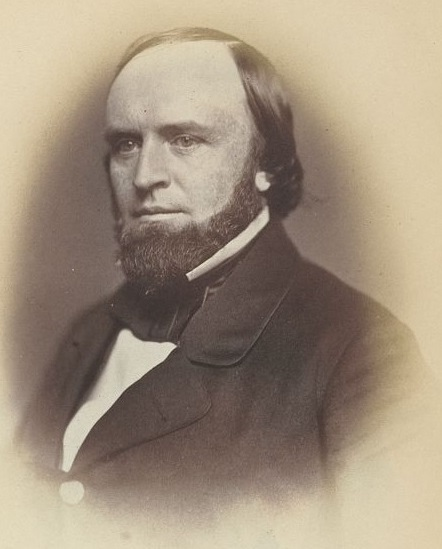
Aaron H. Cragin, 1859

Aaron Harrison Cragin (* 3. Februar 1821 in Weston, Windsor County, Vermont; † 10. Mai 1898 in Washington, D.C.) war ein US-amerikanischer Politiker (Republikanische Partei), der den Bundesstaat New Hampshire in beiden Kammern des Kongresses vertrat.
Aaron Cragin schloss in seiner Heimat seine Schulausbildung ab, studierte danach die Rechtswissenschaften und wurde 1847 in Albany (New York) in die Anwaltskammer aufgenommen, woraufhin er in Lebanon (New Hampshire) als Jurist zu praktizieren begann. Von 1852 bis 1855 hatte er als Abgeordneter im Repräsentantenhaus von New Hampshire sein erstes politisches Mandat inne.
Ursprünglich gehörte Cragin der American Party an, für die er am 4. März 1855 erstmals ins Repräsentantenhaus der Vereinigten Staaten einzog. Während der folgenden Legislaturperiode trat er zu den Republikanern über, als deren Kandidat er 1856 im Amt bestätigt wurde. Er gehörte dem Repräsentantenhaus bis zum 3. März 1859 an und fungierte während dieser Zeit unter anderem als Vorsitzender des Ausschusses zur Kontrolle der Ausgaben des Kriegsministeriums.
Nach seinem Ausscheiden aus dem Kongress arbeitete Cragin zunächst wieder als Anwalt und saß 1859 auch ein weiteres Mal im Repräsentantenhaus seines Staates. 1864 wurde er zum US-Senator gewählt, woraufhin er am 4. März 1865 den Platz des nicht mehr kandidierenden John P. Hale einnahm. Nach einer Wiederwahl blieb er bis zum 3. März 1877 Senator; während dieser Zeit führte er den Vorsitz in mehreren Ausschüssen, darunter der Marineausschuss und der Eisenbahnausschuss.
US-Präsident Rutherford B. Hayes ernannte Cragin zum Mitglied einer Kommission, die den Kauf des Hot-Springs-Reservates in Arkansas vorbereiten sollte; von 1877 bis 1879 war er Vorsitzender dieser Kommission. Er starb 1898 in der Bundeshauptstadt Washington und wurde in Lebanon beigesetzt.